# Jean-Philippe Sabo
Jean-Philippe Sabo (Gouvieux, 26 de fevereiro de 1987) é um futebolista francês que atua como lateral-esquerdo. Atualmente, defende o Olympique de Marseille.

## Títulos
Olympique de Marseille
- Supercopa da França: 2010
- Copa da Liga Francesa: 2010-11